# Aaron Leya Iseka
Aaron Leya Iseka (Bruselas, Bélgica, 15 de noviembre de 1997) es un futbolista belga. Juega como delantero y su equipo es el PFC CSKA Sofía de la Primera Liga de Bulgaria. Es el hermano menor de Michy Batshuayi.

## Carrera
Hizo su debut en el primer equipo del R. S. C. Anderlecht el 3 de diciembre de 2014 en la Copa de Bélgica contra el Racing de Malinas. Reemplazó a Cyriac a los 75 minutos, en una victoria por 4-1.

## Clubes
| Club                           | País       | Año       |
| ------------------------------ | ---------- | --------- |
| R. S. C. Anderlecht            | Bélgica    | 2014-2018 |
| Olympique de Marsella (cedido) | Francia    | 2016-2017 |
| S. V. Zulte Waregem (cedido)   | Bélgica    | 2017-2018 |
| Toulouse F. C.                 | Francia    | 2018-2021 |
| F. C. Metz (cedido)            | Francia    | 2020-2021 |
| Barnsley F. C.                 | Inglaterra | 2021-2024 |
| Adanaspor (cedido)             | Turquía    | 2022-2023 |
| Tuzlaspor (cedido)             | Turquía    | 2023      |
| Hapoel Hadera F. C. (cedido)   | Israel     | 2023      |
| O. F. I. Creta                 | Grecia     | 2024      |
| PFC CSKA Sofía                 | Bulgaria   | 2024-     |